# Севастопольське градоначальництво
Севастопольське градоначальництво — адміністративно-територіальна одиниця, на території Криму, підпорядкована безпосередньо Міністерству внутрішніх справ. Виділено з губернії 16 червня 1873 року, тоді ж було затверджено штатний розклад градоначальництва. Перший градоначальник, віце-адмірал Павло Олександрович Перелешін, вступив на посаду 28 серпня того ж року згідно з положенням, севастопольський градоначальник був одночасно командиром порту і комендантом міста.
Градоначальництво було утворено замість скасованого в 1865 році Севастопольського військового губернаторства, яке існувало в тих же кордонах з 8 лютого 1784 року.
17 травня 1890 року, після перенесення з Миколаєва в Севастополь головної бази Чорноморського флоту, місту було надано статус фортеці третього класу.
Територіально градоначальництво 1897 року включало Севастополь, Балаклаву з Кадикоєм, Північну сторону, передмістя Бартеньєвку, Стару Північну, селища Бомбари, Інкерман, слободи Артилерійську, Карантинну, Корабельну, Матроську, Новосильцеву, Слобідку, Солдатську, Циганську, Аполлонову, Делегардову, Інженерну, Кабусову, Паніотову, Перевізну, Сухарську балки, Балагани при Адміралтействі, Зелену Гору та хутір на землі Морського відомства.
У 1909 році загальна площа градоначальництва становила 27 997 десятин, в нього входили фортеця Севастополь, заштатне місто Балаклава, чотири села (Карань, Кадиківка, Камари і Бартеньєвка), 178 хуторів, населення становило 84 550 осіб (у тому числі в Севастополі 56 256 цивільних і 21 122 військових).
Проіснувало Севастопольське градоначальництво до 1917 року (за іншими даними — до 1920).

## Населення
- 1874 — 17,5 тис. (разом з військами)
- 1879 — 20,5 тис. (разом з військами)
- 1889 — 39,8 тис.
- 1897 — 57 455
- 1910 — 87 тис.[5]

### Національний склад
Національний склад за переписом 1897 року:
- росіяни — 36 057 осіб (62,8 %),
- українці — 7545 осіб (13,1 %),
- євреї — 3688 осіб (6,4 %),
- греки — 2849 осіб (5,0 %),
- поляки — 2799 осіб (4,9 %),
- кримські татари — 1910 осіб (3,3 %),
- німці — 940 осіб (1,6 %),